# Perversion
Perversion (von lateinisch perversus ‚verdreht‘, ‚verkehrt‘) bezeichnet im menschlichen Verhalten eine Verkehrung ins Krankhafte oder Abnorme bzw. ein solches Empfinden und Verhalten. Umgangssprachlich wird der Begriff vielfach für ein stark abweichendes oder tabuisiertes Verhalten oder eine Entwicklung in diese Richtung verwendet.

## Begriffsgeschichte
Ursprünglich war die Verwendung des Adjektivs pervers im medizinischen Sprachgebrauch nicht negativ besetzt. Der Begriff der Perversion ist zunächst mit der Degenerationslehre des ausgehenden 19. Jahrhunderts verknüpft. Wesentliche wissenschaftliche Grundlagen lieferte der Psychiater und Neurologe sowie Rechtsmediziner Richard von Krafft-Ebing 1886 mit seinem Werk Psychopathia Sexualis. Dort unterschied er auch zwischen Krankheit (Perversion) und Laster (Perversität). Homosexuelle Männer wurden damals als erblich belastete Perverse dargestellt. Nach Sigmund Freuds Veröffentlichung der Drei Abhandlungen zur Sexualtheorie im Jahre 1905 hat sich das Begriffsverständnis vor allem in Bezug auf die sexuellen Aspekte verbreitet. Anschließend haben sich in der zeitlichen Reihenfolge weitere Begriffe entwickelt: Deviation, Abweichungen, Spielarten des Sexuellen, Varianten, Paraphilie, Präferenzstörungen. Auch ist die Bezeichnung Dissexualität von Beier in den Jahren 1994 und 1995 vorgeschlagen worden.
Bis ins späte 20. Jahrhundert hinein wurden in den meisten Staaten homosexuelle Handlungen unter Männern als pervers eingestuft und teilweise strafrechtlich verfolgt, weil zum Beispiel die Fähigkeit partnerschaftlicher Liebesbeziehungen unter Homosexuellen bestritten wurde. Traditionell wurde in vielen Kulturkreisen insbesondere ein Sexualverhalten als pervers bezeichnet, wenn es nicht der Fortpflanzung diente. Ähnlich gelten zum Teil noch heute sexuelle Aktivitäten und Phantasien, deren Objekt kein Partner ist, mit dem ein Kind gezeugt werden kann, als pervers.
Während im Diagnostic and Statistical Manual of Mental Disorders (DSM) die Bezeichnung Perversion durch Paraphilie ersetzt wurde, verwendet die Internationale statistische Klassifikation der Krankheiten und verwandter Gesundheitsprobleme (ICD) den Begriff Sexualpräferenzstörungen.

## Die Frage der Krankheitswertigkeit
Im sexuellen Kontext steht die Bezeichnung für eine stark zeit- und gesellschaftsabhängige Abweichung von den allgemein als angemessen betrachteten soziokulturellen Normen hinsichtlich sexueller Begierde und Handlung. Im Zentrum stehen unübliche sexuelle Praktiken oder Objekte. Gerade im sexuellen Bereich ist es jedoch oft kulturabhängig, was als Abweichung von der Normalität gilt.
In vielen Kulturkreisen werden etwa oral-genitale oder anal-genitale Sexualität, Homosexualität oder Masturbation als Perversionen angesehen. Gemäß der ICD-10 stellt ebengenanntes ein normgerechtes Verhalten dar. Stattdessen werden in der ICD-10 und im neueren DSM-5 Störungen der Sexualpräferenz diagnostiziert, wie Fetischismus, Transvestitischer Fetischismus, Exhibitionismus, Voyeurismus, Pädophilie, bestimmte Formen des Sadomasochismus, Sodomie und vergleichbar starke Abweichungen der Sexualität vom „Normverhalten“.
In Anlehnung an Hans Giese wird die Bezeichnung „sexuelle Perversion“ dann verwendet, wenn es sich um ein krankhaftes Abweichen handelt. Die Krankheitswertigkeit wird von Giese, aber auch von Eberhard Schorsch (1971) und Johann Glatzel an folgenden Kriterien festgemacht:

„Austauschbarkeit der Partner, Anonymität und Promiskuität, Ausbau der Phantasie, Praktik und Rafinement, süchtiger Charakter des Verhaltens, Ritualisierung, Ichbezogenheit, Entlastung nichtsexueller Schwierigkeiten durch Sexualität und Gestaltzerfall, indem das Objekt sexueller Begierde aus dem Kontext personalen Beziehungsrahmen gelöst wird.“

Die Psychoanalytikerin Estela Welldon verwendet den Begriff Perversion „durchweg im Sinne einer anerkannten klinischen Existenzform […], bei der die betroffene Person nicht die Freiheit besitzt, genital-sexuelle Befriedigung zu erlangen und sich stattdessen einem zwanghaften Verhalten unterworfen fühlt, bei dem unbewußte Feindseligkeit eine Rolle spielt.“ Der Sexualwissenschaftler Volkmar Sigusch begründet 2005 sein Festhalten am Perversionsbegriff:

„Ich habe mich entschieden, behandlungsbedürftige, süchtige sexuelle Entwicklungen weiterhin Perversion zu nennen. Der Hauptgrund ist: Dieses Wort beschönigt nichts; es ruft die Katastrophe beim Namen. Von dem Ausdruck Paraphilie, den jüngere Sexualwissenschaftler vorziehen, kann das nicht gesagt werden. Dieses Wort sollten wir benutzen, wenn es um ungewöhnliche sexuelle Vorlieben und Verhaltensweisen geht, die keiner Therapie bedürfen und die niemandem Gewalt antun, die also weder den Paraphilen selbst noch eine  andere Person schädigen.“

### Diskursanalytische Perspektiven
Unter diskursanalytischer Perspektive versteht der Philosoph Michel Foucault Perversionen als gesellschaftlich konstruiertes und produziertes Phänomen. In seinem Werk Der Wille zum Wissen (frz. Original: Histoire de la sexualité) vollzieht Foucault eine tiefgreifende Analyse der gesellschaftlichen, politischen und ökonomischen Machtmechanismen, welche sexuelle Normen über die Zeit hinweg produzieren und manipulieren. Dabei untersucht er die Bedingungen medizinischer, juristischer und biologischer Diskurse über Sexualität (ihr 'historisches Apriori'). In diesem Zuge übt er Kritik an ihren Konzeptionen von Sexualität und ihrem Verständnis sexueller Neigungen. Der „Einpflanzung von Perversionen“ widmet er dazu ein eigenes Kapitel.
Foucault zufolge ist seit dem 17. Jahrhundert ein Prozess im Gange, der zwar oberflächlich als Repression, d. h. als Verbot der Rede über den Sex, erscheint. Betrachtet man dieses Phänomen jedoch auf der Ebene der Diskurse über den Sex so ist, laut Foucault, ein geradezu umgekehrter Prozess beobachtbar. „Die modernen Gesellschaften zeichnen sich nicht dadurch aus, daß sie den Sex ins Dunkel verbannen, sondern daß sie unablässig von ihm sprechen und ihn als das Geheimnis geltend machen.“ Der Sex wird damit in eine „diskursive Existenz“ gedrängt, die gleichzeitig Produkt von Machteinwirkung ist, sie jedoch ebenso erst ermöglicht. Dies ist beispielsweise bei dem Umgang mit der Sexualität von Kindern zu beobachten. Die Onanie von Kindern gerät ab dem 19. Jahrhundert zunehmend in den Fokus von Erziehungsanstalten sowie elterlicher Erziehung. Indem sie klar als Laster verurteilt wird, werden strengere Kontrollmaßnahmen lanciert, wodurch in der Folge jedoch auch die Zielscheibe der Machtausübung enorm wächst – alles wird verdächtig. Die Verurteilung der Onanie von Kindern macht sie somit nur zu einem Geheimnis, natürlich ohne sie jedoch vollständig auslöschen zu können: Kinder werden gezwungen, sie zu verstecken, „damit man sie anschließend entdecken kann“. Stattdessen wird ihre Sexualität kontrolliert, 'verhört' und im Zweifelsfall medizinisch behandelt.
Die Perversion, als anormale sexuelle Neigung, rückt, so Foucault, ebenfalls zunehmend im 19. Jahrhundert in den medizinischen Blick, unter welchem wir sie heute noch betrachten. Kurz gesagt ist ein Wandel festzustellen, nach welchem die kirchlich-juridische Verfolgung von Verstößen gegen das eheliche Gesetz zunehmend durch die medizinische Untersuchung und 'Behandlung' sexueller Präferenzen ersetzt wird. Anders als der juridische Diskurs sei das Feld der Medizin darum bemüht, Perversionen genauestens zu klassifizieren sowie ihre Ursachen und Zusammenhänge klar zu beleuchten. In diesem Zuge erfolgt die Ausdifferenzierung unterschiedlicher 'widernatürlicher' sexueller Handlungen, sowie ihre Identifizierung mit bestimmten Menschentypen, Charakteren, Physiognomien und Lebensläufen. Die Perversion (und die Sexualität im Allgemeinen), so Foucault, wird damit zunehmend zu einem Gegenstand wissenschaftlicher Erkenntnis und gesellschaftlicher Kontrolle. Eine Folge ist, dass die Perversion in erster Linie nicht 'verbannt', sondern vielmehr überhaupt erst benannt und somit produziert wird. Foucault kommt damit zu dem Schluss, dass, auch wenn sie oberflächlich die Sexualität zu unterdrücken scheint, gerade „die 'bürgerliche' Gesellschaft des 19. Jahrhunderts – zweifellos noch die unsere – (…) eine Gesellschaft der blühendsten Perversion“ sei.